# برجنده
برنجده، روستایی است از توابع بخش مرکزی شهرستان محمودآباد در استان مازندران ایران.

## جمعیت
این روستا در دهستان اهلم‌رستاق شمالی قرار دارد و براساس سرشماری مرکز آمار ایران در سال ۱۳۸۵، جمعیت آن ۱۴۹۱ نفر (۳۶۲خانوار) بوده‌است.
نام این روستا به برنج ده تغییر یافت. جمعیت کنونی آن نیز 1686 نفر میباشد. 